# Dmitri Wadimowitsch Selenin

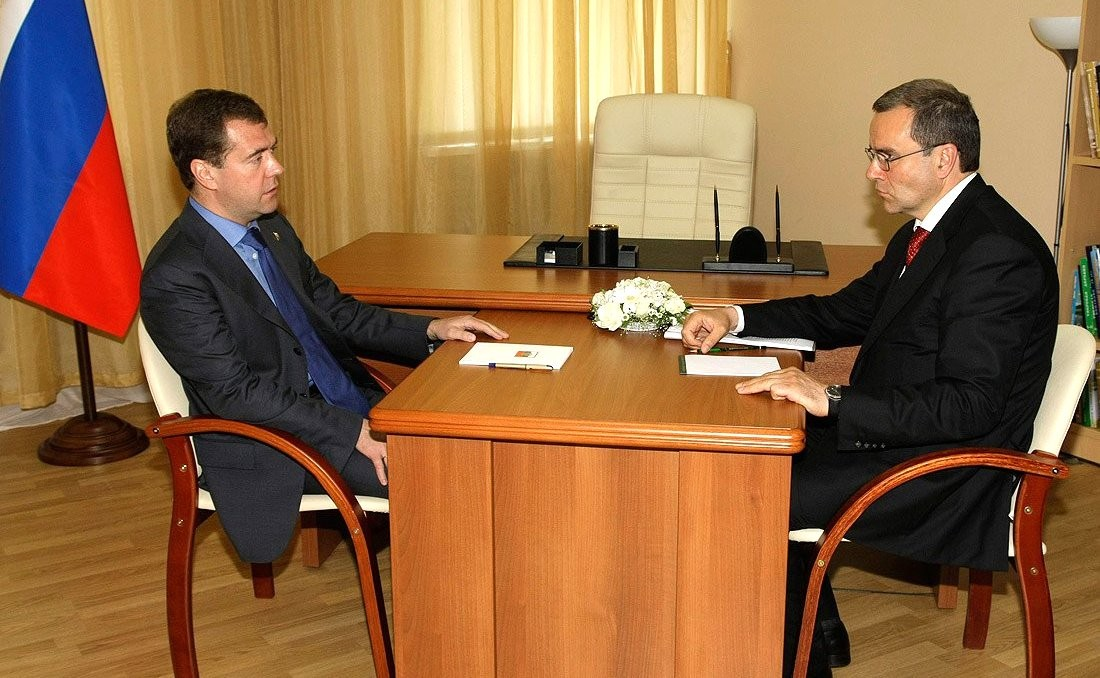
Dmitri Selenin (rechts) mit dem russischen Präsidenten Dmitri Medwedew (2010)

Dmitri Wadimowitsch Selenin (russisch Дмитрий Вадимович Зеленин; * 27. November 1962 in Moskau) ist ein russischer Politiker.

## Biographie
Selenin studierte zwischen 1979 und 1981 am Moskauer Staatlichen Luftfahrtinstitut. 1986 schloss er sein Studium an der Fakultät für Kontrolltechnik und angewandte Mathematik im Moskauer Institut für Physik und Technologie ab.
Selenin war von Dezember 2003 bis Juni 2011 Gouverneur der Oblast Twer. Von 1996 bis 2002 war er auf der Führungsebene des Nickelproduzenten Norilsk Nickel tätig.
Im Oktober 2010 erregte er Aufsehen, als er auf seinem Twitter-Account Fotos eines Salates, welcher angeblich Bundespräsident Christian Wulff serviert wurde, veröffentlichte. Auf der Aufnahme war ein Regenwurm zu sehen. Sergei Prichodko, außenpolitischer Berater von Präsident Dmitri Medwedew forderte ihn daraufhin zum Rücktritt auf.
Selenin sitzt seit 2007 im Generalrat der Partei „Einiges Russland“. Im September 2008 übernahm er die Leitung des Lehrstuhls für Staats- und Gemeindeverwaltung an der Russischen Staatlichen Geisteswissenschaftlichen Universität.
Im Dezember 2011 wurde Selenin zum Abgeordneten der Bezirksversammlung der Region Twer gewählt. Im Jahr 2012 wurde er Mitglied der ständigen Kommission für Finanzfragen.